# Ледаков, Иван Михайлович
Иван Михайлович Ледаков (1924—1991) — сержант Рабоче-крестьянской Красной Армии, участник Великой Отечественной войны, Герой Советского Союза (1943).

## Биография
Родился 24 октября 1924 года в селе Берёзовый Гай (ныне — Волжский район Самарской области).
До призыва в армию работал слесарем, учился в вечернем машиностроительном техникуме.
В 1942 году Ледаков был призван на службу в Рабоче-крестьянскую Красную Армию. С того же года — на фронтах Великой Отечественной войны.
К сентябрю 1943 года гвардии красноармеец Иван Ледаков был сапёром 92-го гвардейского отдельного сапёрного батальона 81-й гвардейской стрелковой дивизии 7-й гвардейской армии Степного фронта. Отличился во время битвы за Днепр. 25-27 сентября 1943 года Ледаков совершил большое количество рейсов через Днепр в районе села Бородаевка Верхнеднепровского района Днепропетровской области Украинской ССР, перевезя большое количество бойцов и командиров с вооружением, боеприпасами и продовольствием. Во время одного из рейсов Ледаков получил тяжёлое ранение.
Указом Президиума Верховного Совета СССР от 26 октября 1943 года за «образцовое выполнение боевых заданий командования на фронте борьбы с немецкими захватчиками и проявленные при этом мужество и героизм» гвардии красноармеец Иван Ледаков был удостоен высокого звания Героя Советского Союза с вручением ордена Ленина и медали «Золотая Звезда» за номером 1409.
В январе 1944 года в звании гвардии сержанта Ледаков был демобилизован по инвалидности. Проживал в Самаре.
Умер 28 сентября 1991 года, похоронен на Рубёжном кладбище города Самары.
Был также награждён орденом Отечественной войны 1-й степени и рядом медалей.